# L'avventura galante di Garù-Garù
L'avventura galante di Garù-Garù (Le passe-muraille) è un  film per la televisione del 1977, diretto da Pierre Tchernia. 
È una storia ispirata alla novella di genere fantastico Le Passe-muraille di Marcel Aymé.